# 乌里扬诺夫斯克汽车制造厂

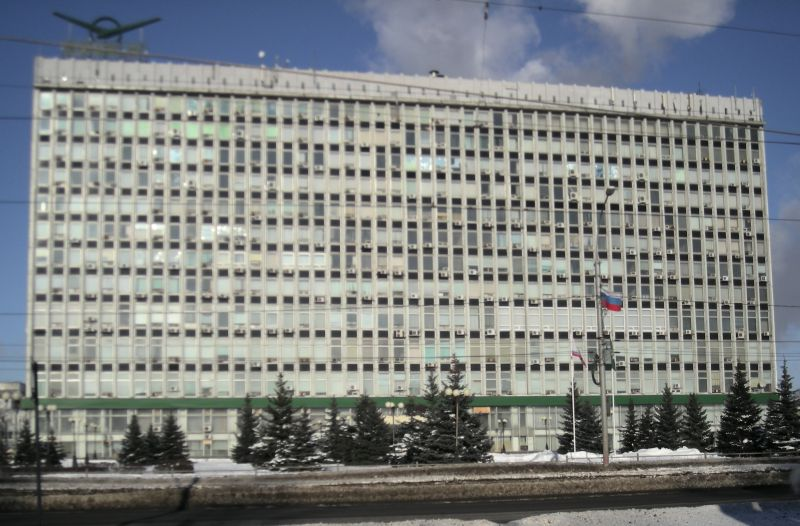
UAZ headquarters building

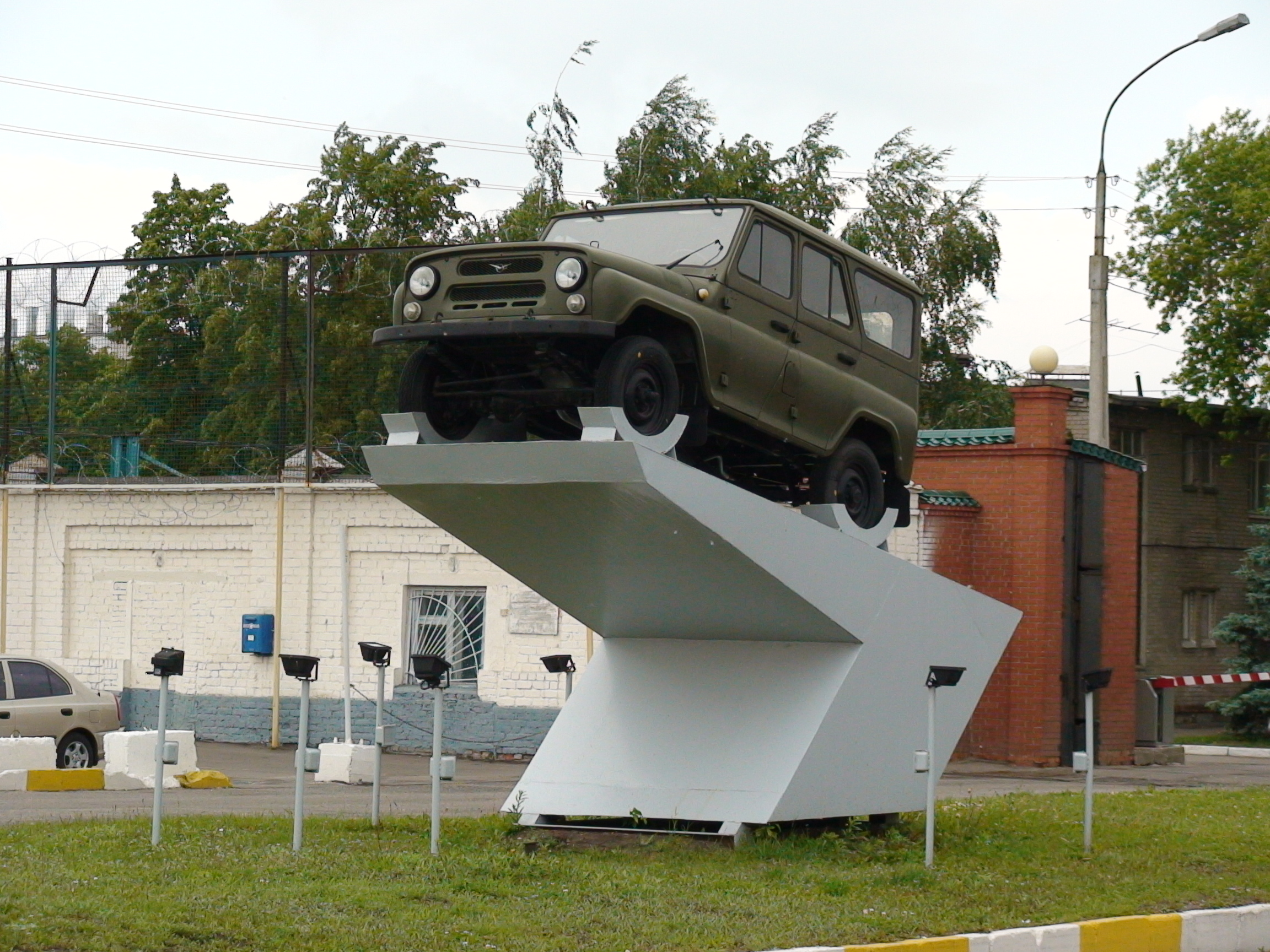
UAZ-469 stella at UAZ plant in Ulyanovsk

乌里扬诺夫斯克汽车制造厂（羅馬化：Ulyanovsky Avtomobilny Zavod,简称：UAZ）是一家位于俄罗斯乌里扬诺夫斯克的汽车制造商，生产越野车、客车和卡车。自2000年以来，它一直是Sollers汽车集团的一部分。
UAZ最出名的是UAZ-469多功能车，它作为军用车辆在华约集团和世界各地被广泛使用。UAZ工厂于1941年开始生产，是苏德战争的产物。截止2016年共生产了51,706辆UAZ汽车。

## 历史沿革

### 战时和战后
乌里扬诺夫斯克汽车制造厂成立于1941年，是德国入侵苏联的直接结果。为了应对这一威胁，斯大林政府下令将具有战略意义的工业设施疏散到东部。到1941年10月，德国对莫斯科的快速推进，引发了将莫斯科汽车制造商ZIS（莫斯科利哈乔夫工厂）搬迁到伏尔加河附近城镇乌里扬诺夫斯克的决定。该镇当时已经是一个新兴的工业中心，拥有足够发达的基础设施和良好的技术工人供应，将是重建工厂的理想地点。它也是德国军队无法触及的安全地带。在成立之初，该工厂被认为是ZIS的一个子公司。到1942年，该厂开始生产炮弹和汽车。该厂生产的第一辆车是ZIS-5三吨卡车。
1943年，当德国胜利的前景变得更加渺茫时，苏联决定将搬迁后的工厂留在乌里扬诺夫斯克，并在行政上与ZIS分开，后者将在莫斯科从头开始重建。这符合苏联战后关于各种搬迁的工业设施的政策。人们认为让新建的工厂保持原样更有效率，而原来的工厂，只要它们在战争中幸存下来，就会被重新装备，经常使用缴获的德国机器。1944年底，ZIS-5的生产被转移到位于米阿斯的乌拉尔汽车制造厂，而乌里扬诺夫斯克的工厂在1947年开始生产以福特AA为原型的GAZ-AA卡车。 UAZ在1948年开发了一辆1.5吨的原型卡车，使用的是ubiquitous的50 hp (37 kW; 51 PS) 2,112 cc (129 cu in)的Pobeda四缸车；由于缺乏生产能力，这款名为UAZ-300的卡车从未投产。 1954年，生产范围扩大到GAZ-69，第一批是用GAZ的零件组装的。两年后，工厂不仅仅是用其他地方交付的零件组装GAZ-69，而是完整地生产它们。
与GAZ的联系使UAZ成为苏联顶级的四轮驱动车辆制造商。

### 黄金期
UAZ在1954年开始从一个单纯的装配商成长起来，成立了自己的设计所。正是这个设计所应红军的要求，在1955年在GAZ-69底盘上创建了一个代号为 "Forty "的前向控制（forward control）卡车项目。这就是UAZ-450，苏联第一辆平头卡车（cab over）。原型车在1956年问世，并在高加索山脉和克里米亚进行了测试。 其装载重量为2.7吨，和所有的UAZ-450系列车辆一样，由62马力（46千瓦；63马力）的低压缩量2432毫升（148.4立方米）的直列四缸发动机驱动（基于ubiquitous的波贝达发动机，但有一个88毫米（3.5英寸）的缸径，而不是82毫米（3.2英寸），以及波贝达的三速变速器，而分动箱、驱动桥、钢板弹簧和鼓式制动器则来自GAZ-69。
1958年，UAZ开始生产UAZ-450系列卡车和面包车。第一个型号是UAZ-450A救护车；它有容纳两个担架和四轮驱动的空间，可以说是世界上最适合在偏远地区使用的车型。 随后是UAZ-450D落地式皮卡，有效载荷为800公斤（1800磅）；UAZ-450货车，有效载荷为750公斤（1650磅）；以及11座的UAZ-450V微型巴士。 所有的UAZ-450系列都能够断开前驱动轴，达到56英里/小时（90公里/小时），实现14升/100公里（17mpg-US；20mpg-imp）的燃油经济性，并且能够拖动850公斤（1,870磅）拖车。
UAZ-450的两轮驱动车型于1961年12月12日公布，采用UAZ-450的2,300毫米（91英寸）轴距和发动机，称为UAZ-451（货车）、UAZ-451D（侧卸皮卡）、UAZ-451A（救护车）和UAZ-451B（小型巴士）。 救护车产生了一个原型车UAZ-452GP，它带有液气悬架，使其能够高速穿越粗糙的地面，这是继雪铁龙在DS19上所做的工作。该系统在试验中被证明非常成功，但它被苏军拒绝，因为太复杂，所以从未进入生产。
在1966年，UAZ-451s更新了70马力（52千瓦；71马力）的2432毫升（148.4立方米）直列四缸发动机（仍然基于波贝达的），四速变速箱，以及一些小的细节变化，加上一个更强大的底盘（因此更高的有效载荷）。这些车型是重新命名的UAZ-451M（货车，有效载荷800公斤（1,800磅））和UAZ-451DM（皮卡，有效载荷1,000公斤（2,200磅））。[8] 最大速度为每小时59英里（95公里）。
在1966年，四轮驱动车被重新编号为UAZ-452（货车），UAZ-452D（皮卡），UAZ-452V（小巴），UAZ-452A和UAZ-452G（都是救护车，有不同的病人容量）。[8] 还有UAZ-452S救护车，专门为北极条件设计，有更多的加热能力，双层玻璃窗和绝缘；他们证明能够在-60℃的外部条件下保持30℃的室内温度。UAZ-452能够跨越50厘米（20英寸）的积雪，并且能够装载800公斤（1800磅）的货物。UAZ-452s后来成为苏联农业和警察的主力军，皮卡被证明是一种流行的商业车辆。UAZ-452D的出口版本在英国销售时被称为Trekmaster，但从未大量销售；还有一个版本是英国制造的自卸车身，名叫Tipmaster。
UAZ-451S是一种雪地越野车，有前滑板和后履带；它从未大量生产，UAZ-451S2也是如此，它的前部和后部都有履带。
在1972年，广受好评但已经过时的GAZ-69被更现代的UAZ-469所取代。UAZ-469是由1958年的UAZ-471（带有四轮独立悬挂，但事实证明太过复杂）[13]和UAZ-460发展而来。[14]UAZ-469是一款坚固但不太舒适的车辆，几乎能够克服任何地形，同时也便于维修。UAZ-469直到20世纪80年代末才进入民用市场，在此之前，它是专门为警察和军队，以及农业企业（kolhozes和sovkhozes）的负责人而制造。卢茨克汽车制造厂生产了一个商业化的变体。

### 冷战后
在20世纪90年代，苏联解体后，UAZ成为一家股份公司，并很快获得了金球奖和金水星奖，以表彰其巨大的销售量和对俄罗斯经济的贡献。
1997年8月5日，新的UAZ-3160投入生产，并在叶卡捷琳堡的国际博览会上获得了金奖。该车被用作后来的Simbir和UAZ-3163的基础。
2003年3月，UAZ在越南开设了一条装配线。11月20日，该公司生产了最后一辆UAZ-31512和第一辆UAZ Hunter。
2005年8月17日，第一批UAZ爱国者下线。他们有新的悬架、变速器和转向控制，成为苏联解体后UAZ的第一个全新车型。同年，装配线进行了大规模的现代化改造。公司与外国供应商签订了合同，并在其最新的车辆中使用了大量的外国部件。
2006年，UAZ在主装配线上开设了一个新的控制和测试区，并在莫斯科国际汽车沙龙上展示了4辆新车。
在接下来的几年里，UAZ在其车辆中引入了许多额外的选项和改进，如更好的乘客舱加热和通风，发动机冷却系统，与卢克石油公司一起为其汽车引入了新的机油系列，提供依维柯柴油发动机，并推出了UAZ Cargo，这是一款基于UAZ爱国者的轻型商业卡车。
2012年，"爱国者 "和 "皮卡 "获得了新的发动机，即具有欧洲车载诊断功能的ZMZ Euro-4，这成为俄罗斯第一台符合1998年公布的Euro-4标准的柴油发动机。2013年是UAZ的辉煌之年，自2012年以来，出口销售增长了37%。第二年，"爱国者 "的销售量增加了10%，总理德米特里-梅德韦杰夫访问了该公司。
在2014年的一次试驾中，一辆UAZ爱国者穿越了萨哈共和国的冬季道路和冰冻苔原，到达了俄罗斯最北端的港口之一的季克西，成为第一辆以自身动力穿越北纬73度线的汽车。
在2015年1月，销量增加了3%。一辆UAZ爱国者支援车参加了2015年达喀尔拉力赛，穿越了玻利维亚、智利和秘鲁的9295公里的路线。公司完成了UAZ猎手特殊系列的生产，这些猎手将被更新的车型所取代；这些猎手是限量版的，上面有纪念二战胜利70周年的气绘艺术画。8月，UAZ爱国者得到了新的升级，包括新的油漆颜色、18英寸轮毂、内饰、无框雨刷片等。同年，UAZ卡车参加了2015年莫斯科越野车展、Interpolitech-2015和ComTrans-2015展览会。
2015年7月，UAZ从莫斯科交易所退市。

## 车型

### 现产
当前的UAZ车型包括：

#### SUV
- UAZ Hunter (UAZ-315195, 2003年至今)
- UAZ爱国者 (UAZ-3163, 2005年至今)
  - UAZ Pickup – 皮卡版
  - UAZ Cargo – 卡车版
  - UAZ Profi – 卡车版

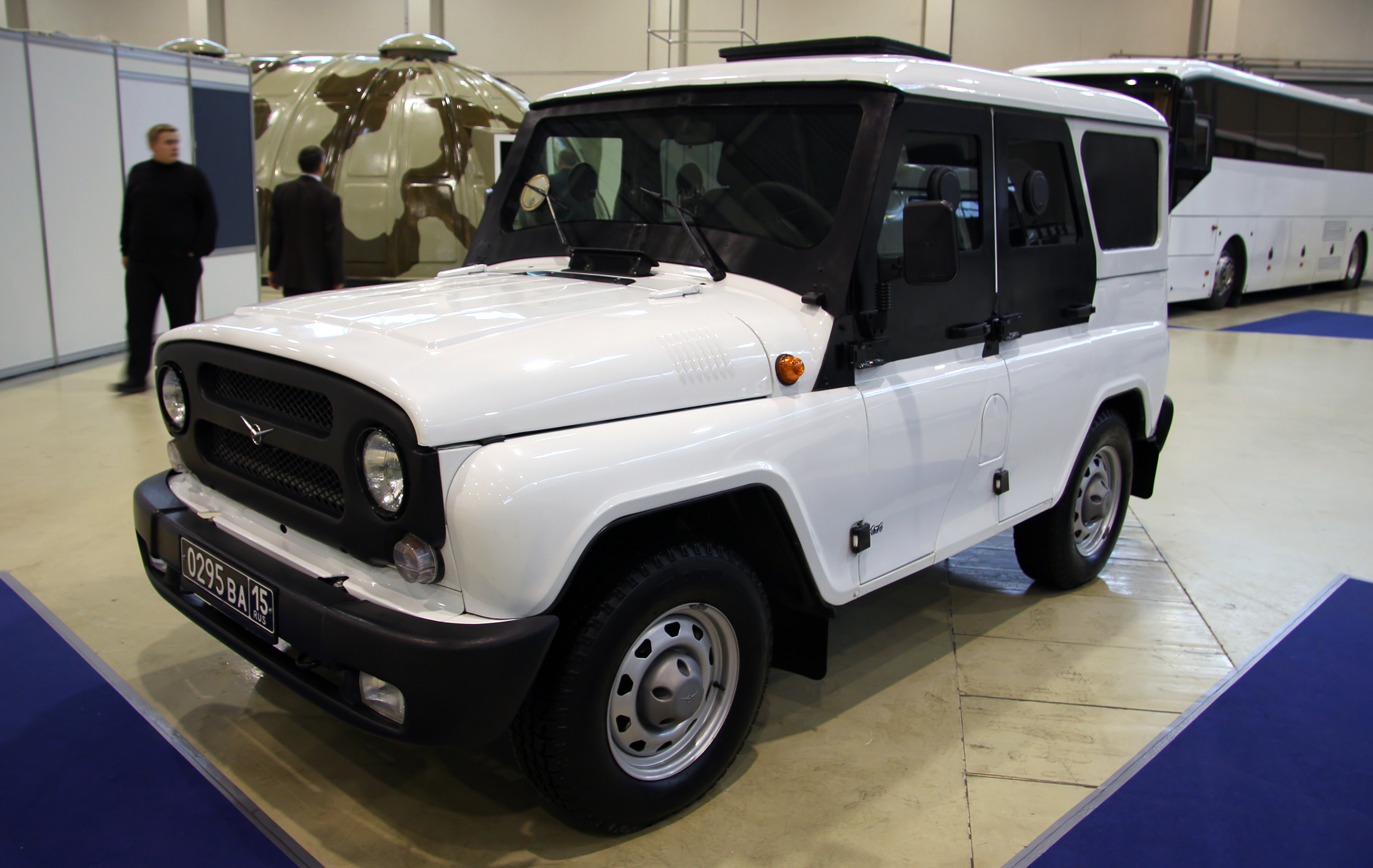
UAZ Hunter (2003年至今)
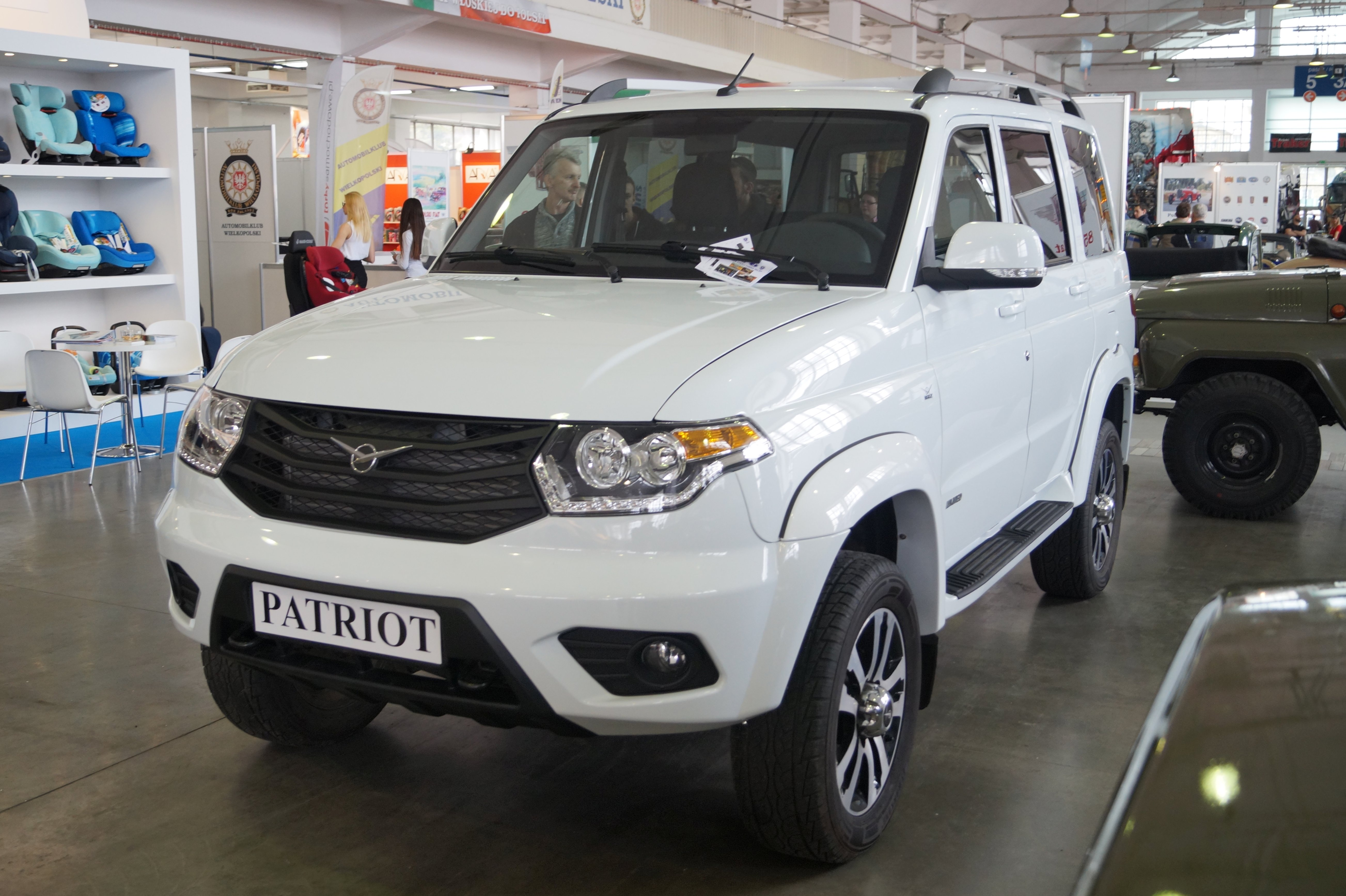
UAZ爱国者 (2005年至今)

#### 小型巴士
- UAZ-452/UAZ-3741 (1965年至今)
  - UAZ-451 – 卡车版
  - UAZ 452D/UAZ-3303 – 卡车版

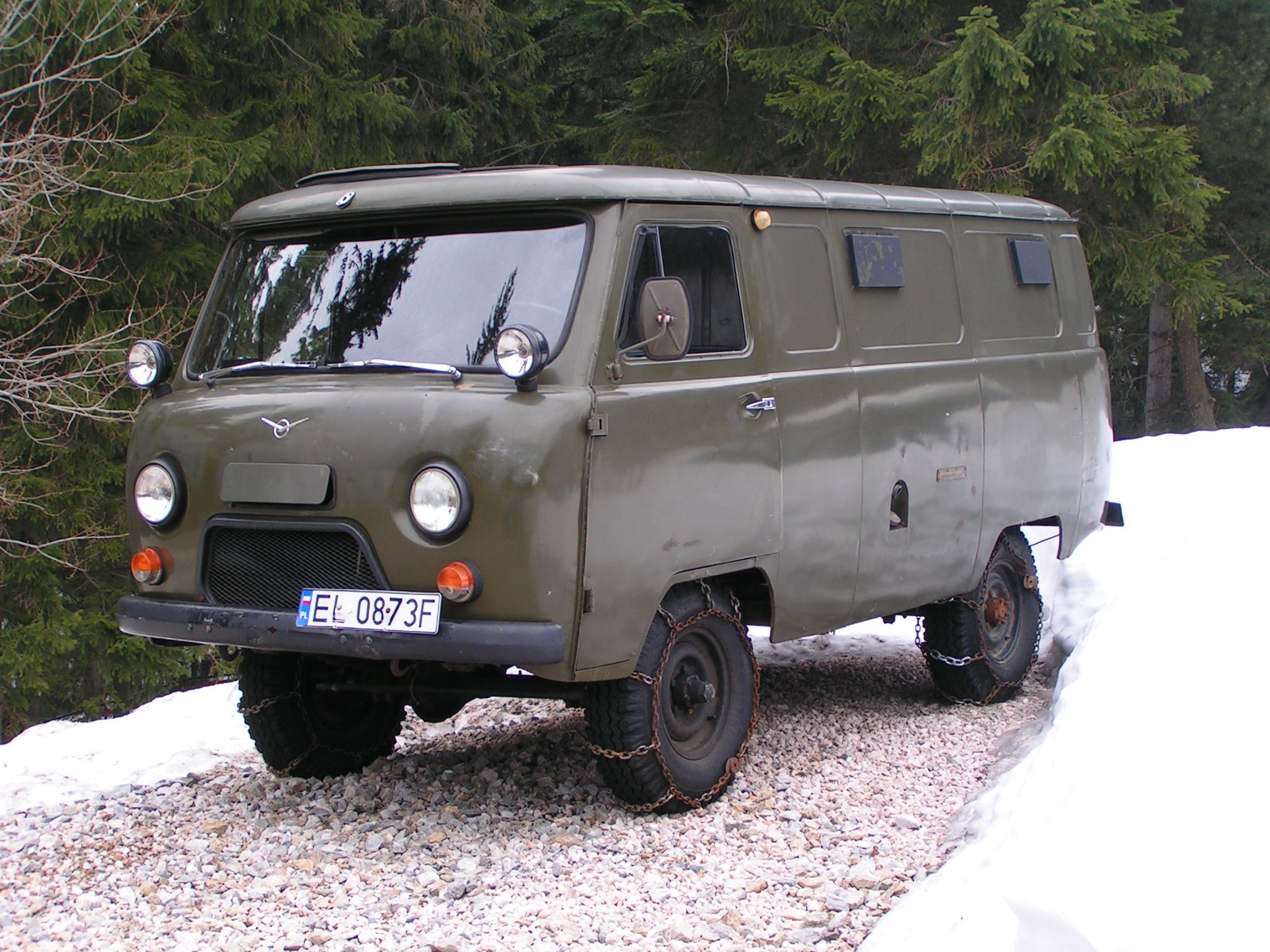
UAZ-452/UAZ-3742 (1965年至今)

### 历史车型

#### SUV
- UAZ-469/UAZ-3151 (1971–2005)
  - UAZ-469B/UAZ-31512 – 民用版
  - UAZ-31514 – 钢车顶
  - UAZ-3153 – 长轴距版
- UAZ-3160 (1997–1999)
- UAZ Simbir (UAZ-3162, 2000–2004)
  - UAZ-2360 – 卡车版

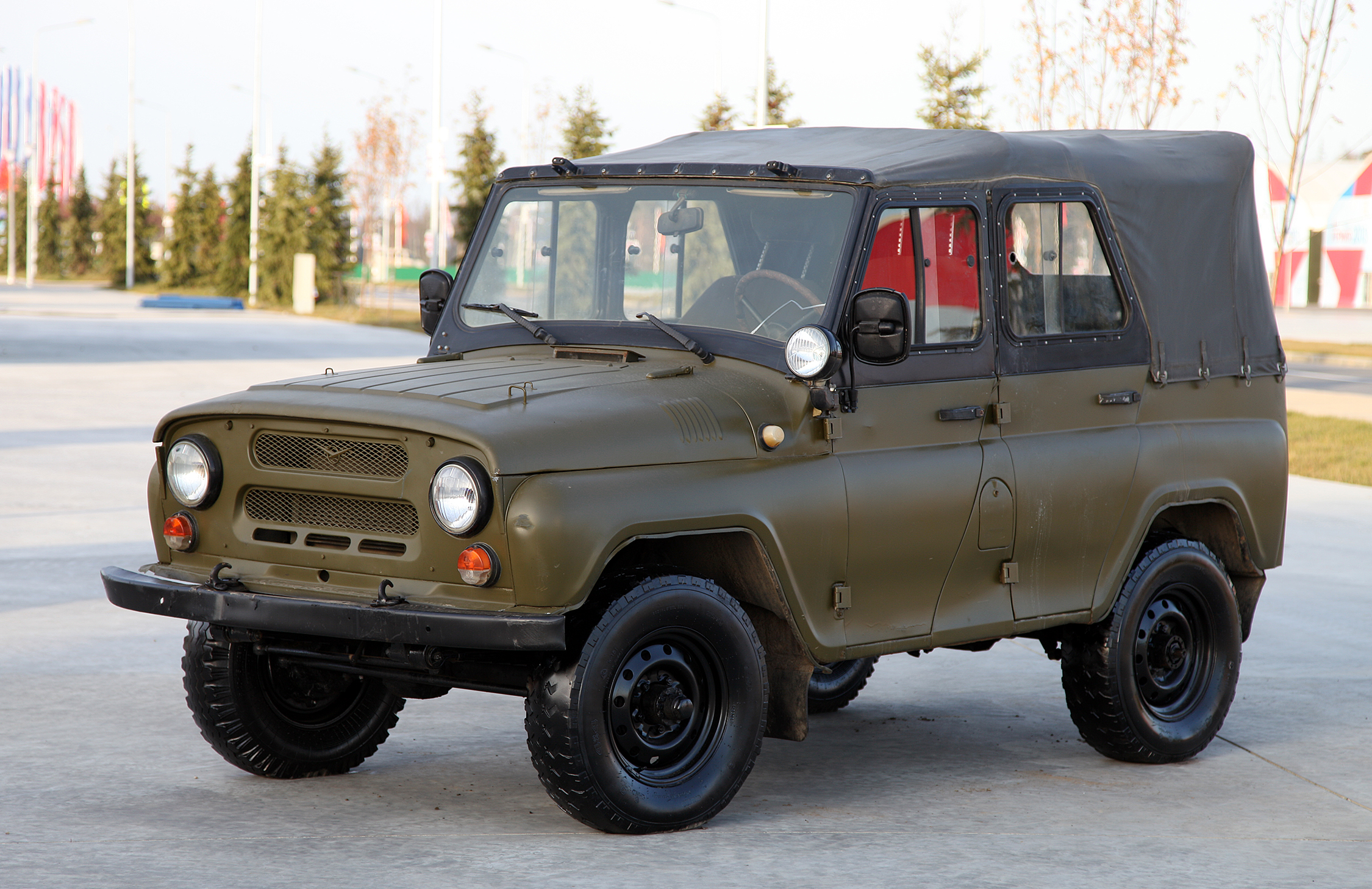
UAZ-469/UAZ-3151 (1971–2005)
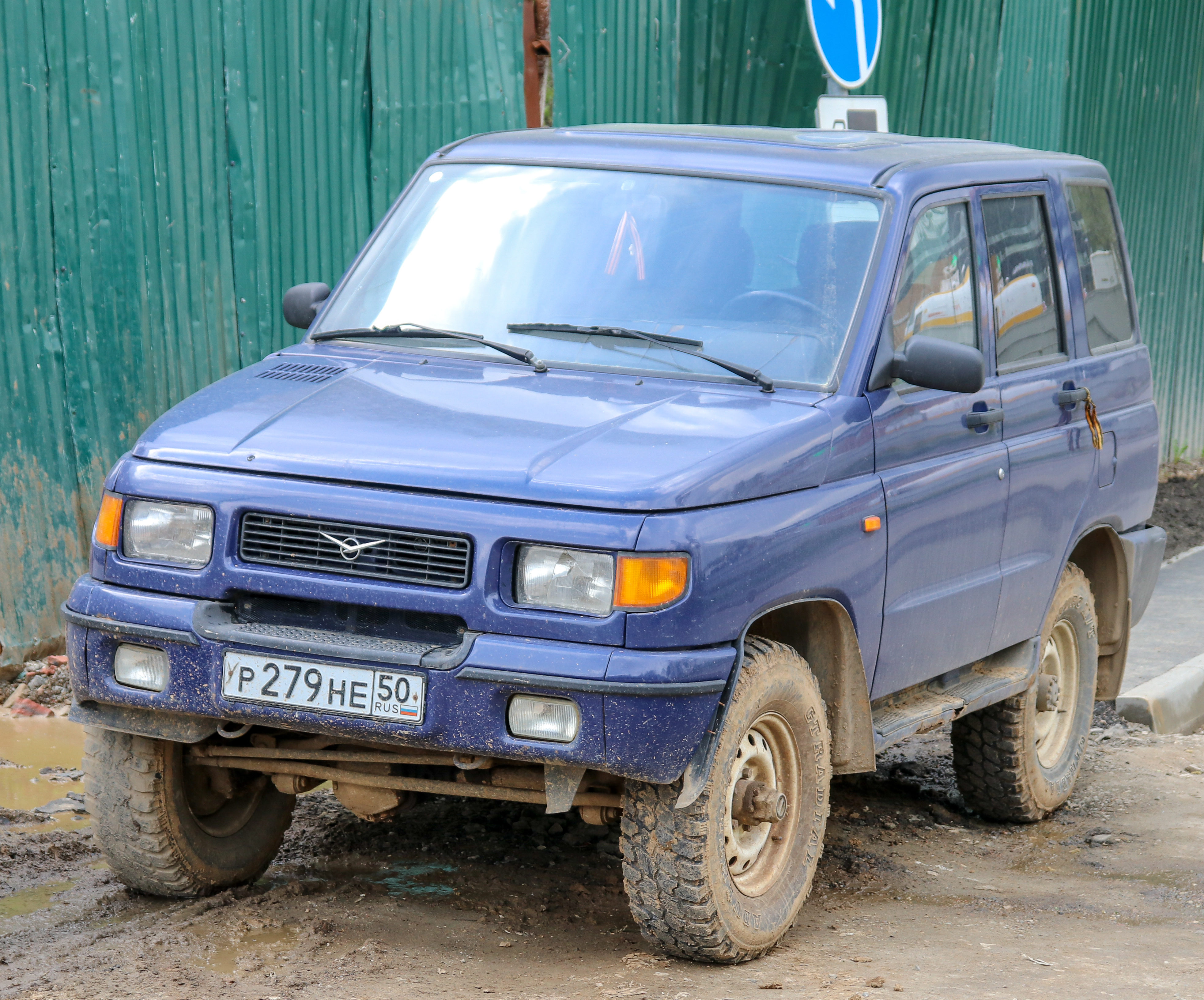
UAZ-3160 (1997–1999)
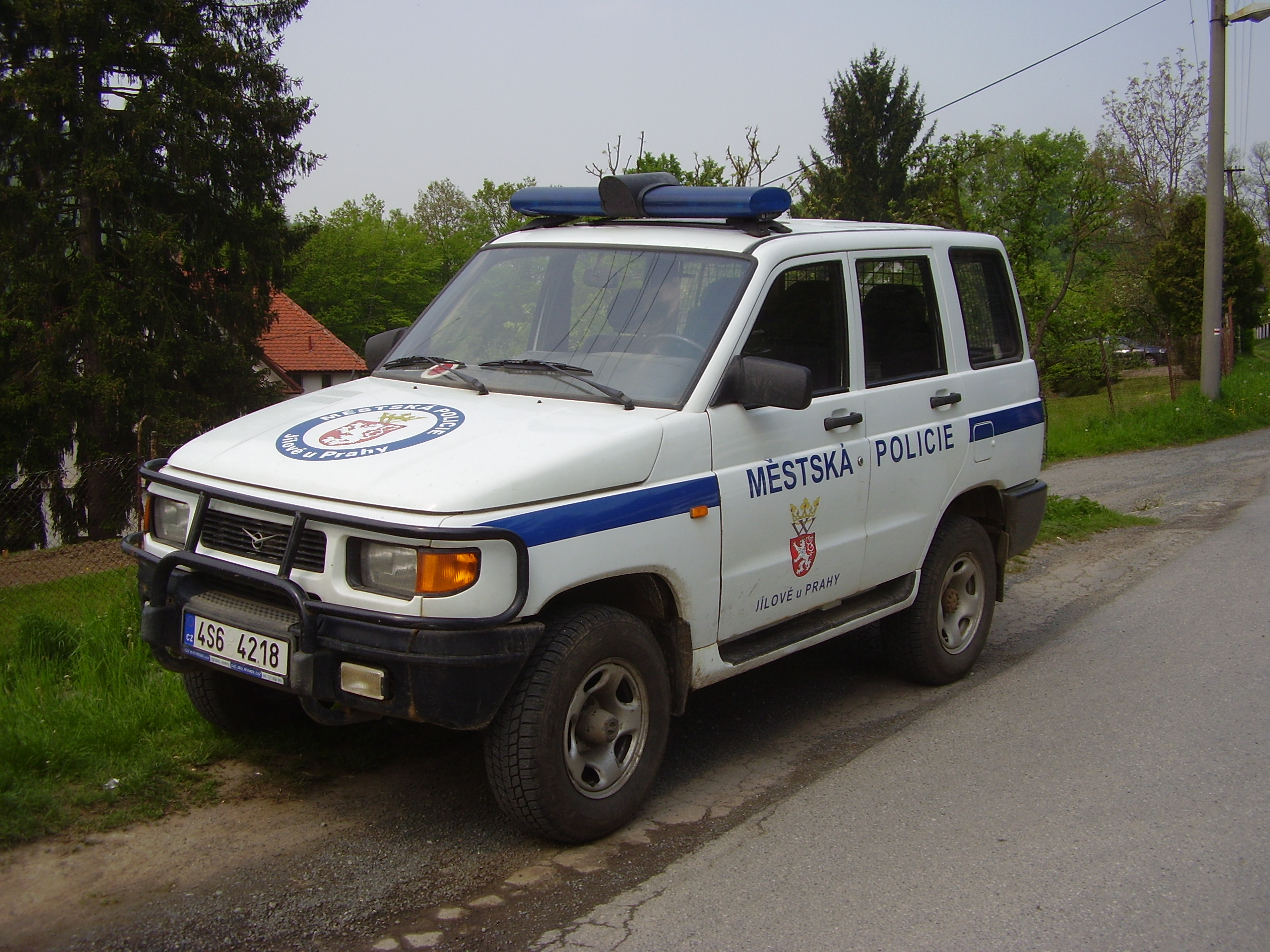
UAZ Simbir (2000–2004)

#### 小型巴士

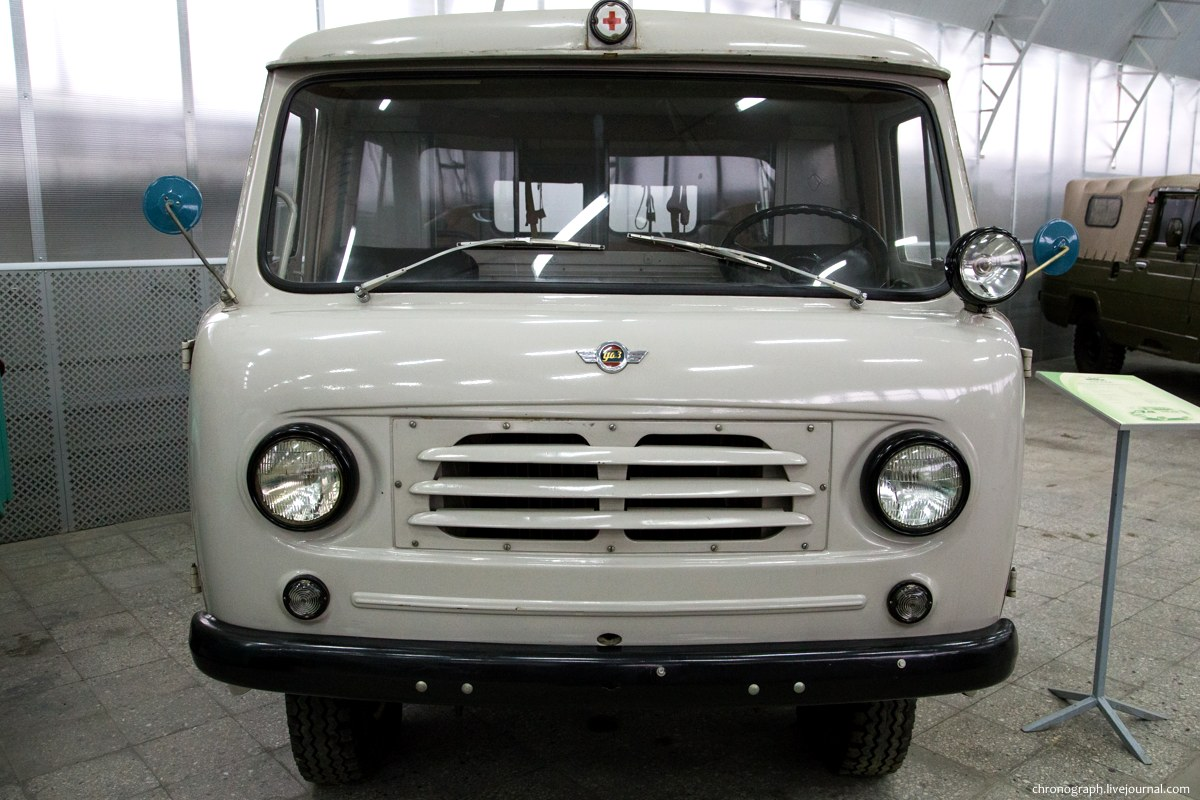
UAZ-450 (1958–1965)
  - UAZ-450D – 卡车版

- UAZ-450 (1958–1965)

### 原型车
- UAZ-3907 Jaguar – 两栖车辆 (1976)
- UAZ-3171 – SUV (1989)[5]
- UAZ Simba (UAZ-3165) – 小型巴士 (1999)

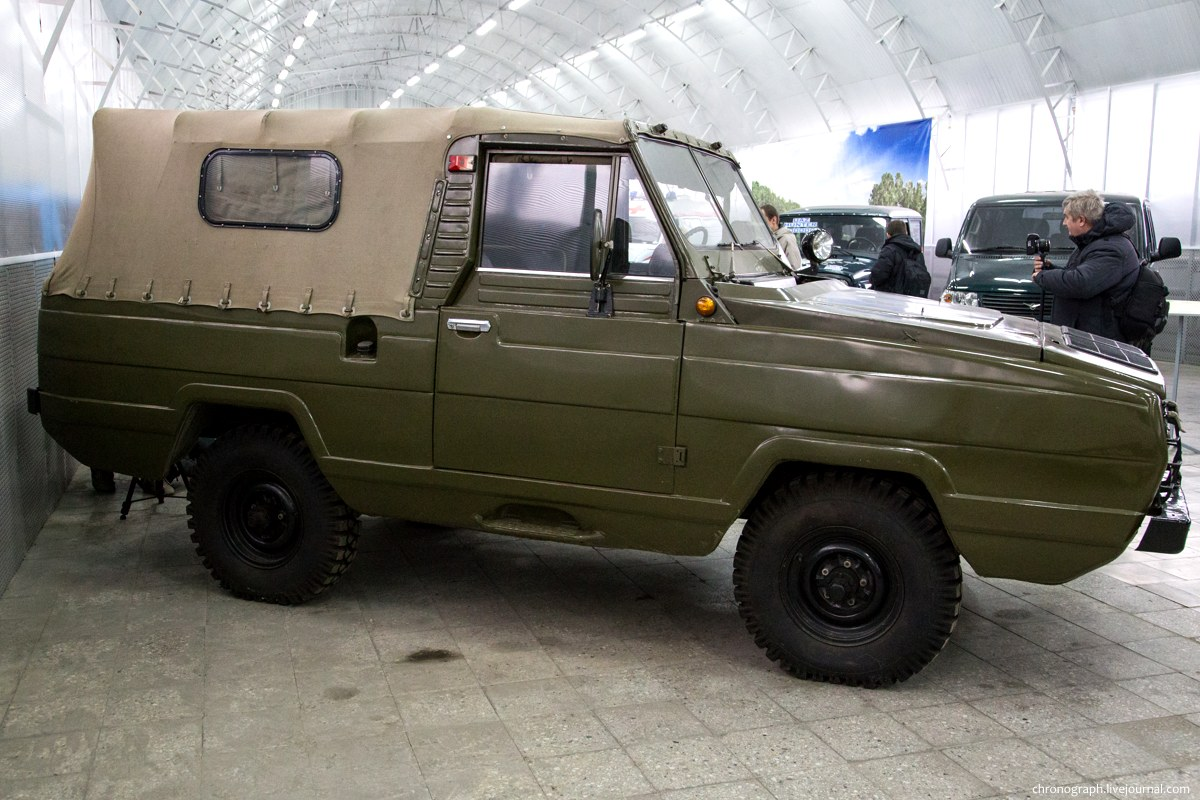
UAZ-3907 Jaguar (1976)
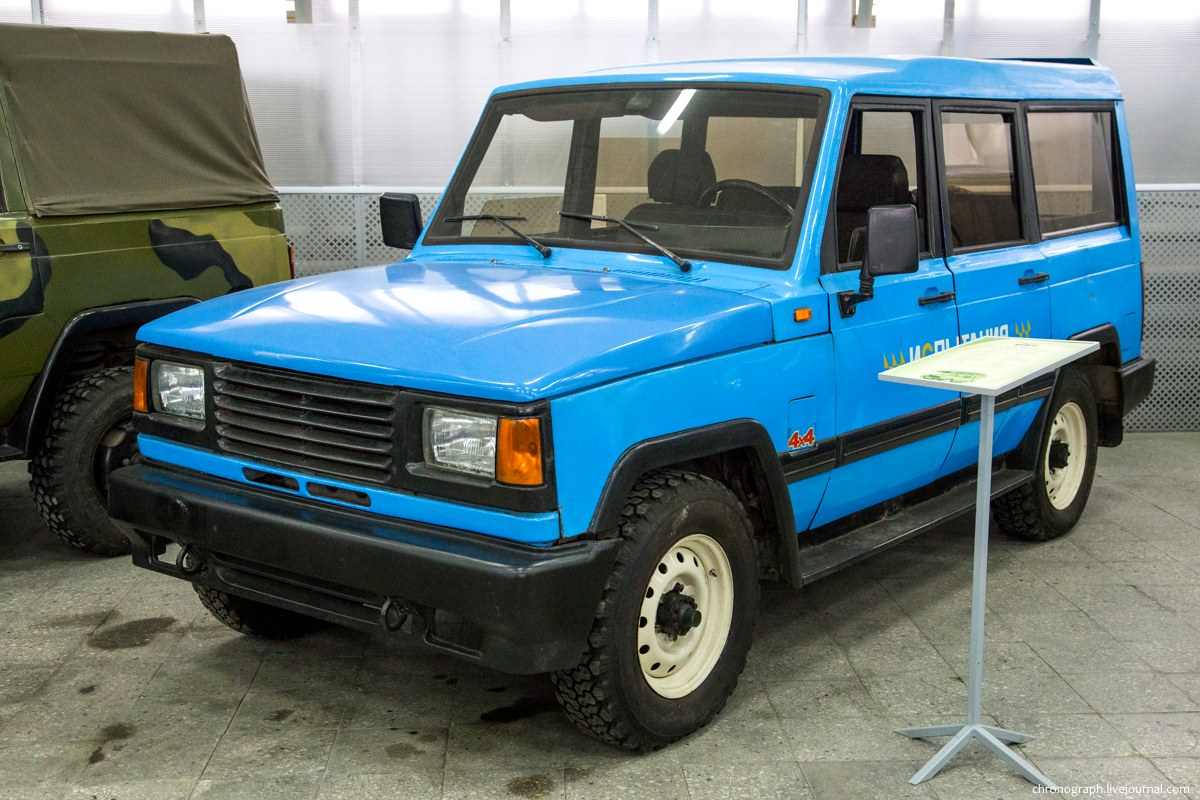
UAZ-3171 (1989)
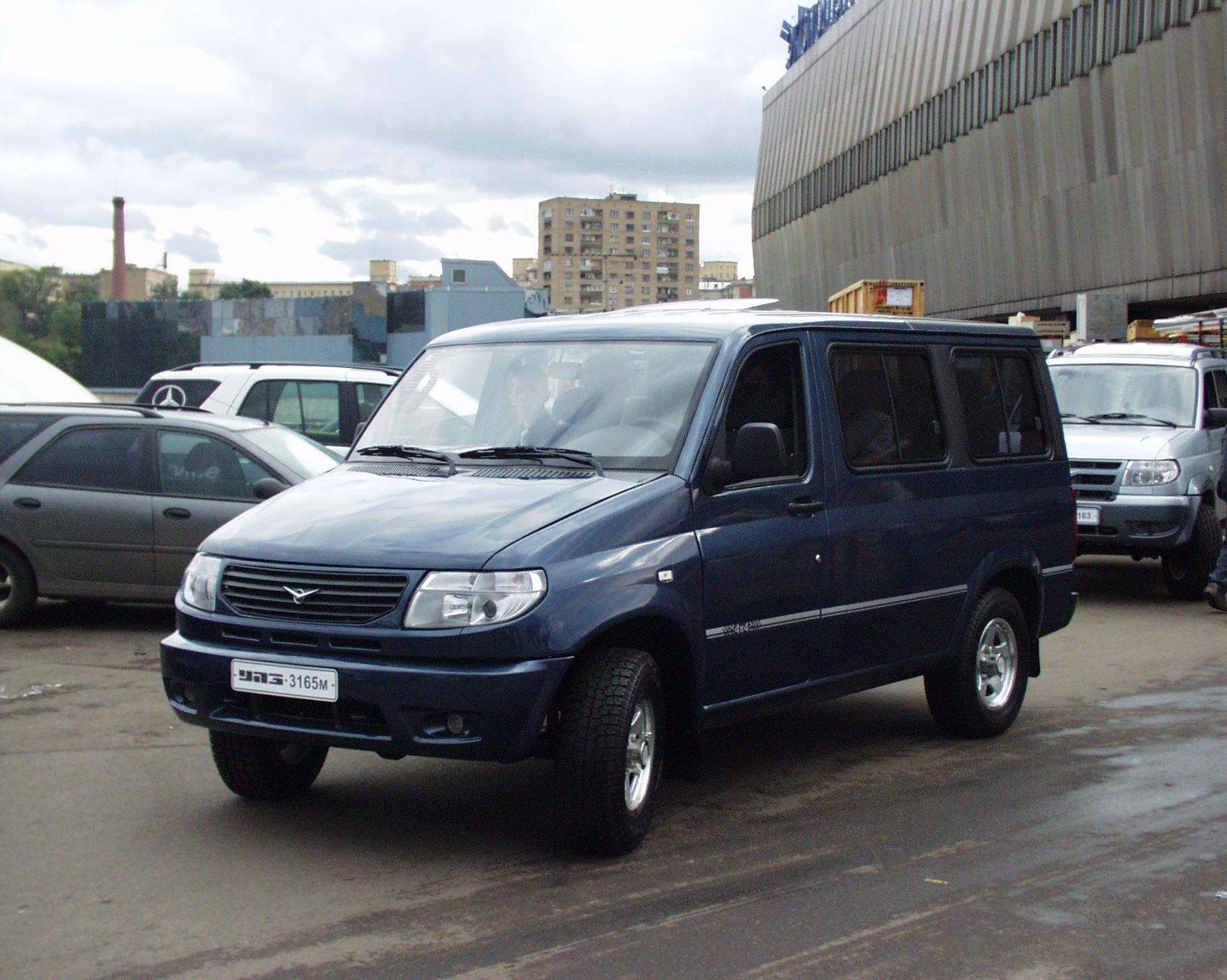
UAZ Simba (1999)